# Amazon Echo
Amazon Echo est une marque spécialisée dans l'enceinte connectée, conçue par Amazon, ayant la capacité d'obéir à la voix humaine, de parler et dans une certaine mesure, d'interagir avec un humain. L'appareil peut être connecté à des objets domotiques qui peuvent ainsi être contrôlés par la voix humaine.

## Variantes de l'Amazon Echo

### Première génération
| Région                          | Date de disponibilité |
| ------------------------------- | --------------------- |
| Membres Amazon Prime et invités | 6 novembre 2014       |
| États-Unis                      | 23 juin 2015          |
| Royaume-Uni                     | 28 septembre 2016     |
| Allemagne                       | 26 octobre 2016       |
| France                          | 13 juin 2018          |

### Seconde génération
Disponibilité : En France, Amazon lance en mars 2019 une nouvelle génération d'enceinte connectée avec écran : l’Amazon Echo Show 2e génération. Amazon Echo Auto, un boitier équipé de micros et qui intègre entre autres fonctionnalités un GPS vocal, est disponible sur le marché national depuis juillet 2020.

## Autour du produit (Amazon Echo)
Les professeurs Kate Crawford (Université de New York) et Vladan Joler (Université de Novi Sad) se sont servis de l'Amazon Echo à titre exemplatif pour une étude (2018) sur l'impact social et environnemental des appareils électroniques. Ils ont décomposé non seulement le processus de production et de distribution mais également de l'impact de l'usage de l'appareil.

## Amazon Echo Show
C'est une variante possédant un écran.
Amazon Echo Show (en)